# World of Warcraft Trading Card Game
World of Warcraft Trading Card Game (WoW TCG) là một tựa game thẻ bài giao đấu dựa trên MMORPG của Blizzard Entertainment, World of Warcraft. Trò chơi được công bố bởi Upper Deck Entertainment vào ngày 18 tháng 8 năm 2005 và phát hành vào ngày 25 tháng 10 năm 2006. Người chơi có thể thi đấu với nhau một chọi một, hoặc có thể tham gia cùng những người chơi khác để đánh bại các tên trùm trong Ngục tối (Dungeon) / Đột kích (Raid) dựa trên những nhân vật trong World of Warcraft. Đến tháng 3 năm 2010, quyền sở hữu được chuyển sang Blizzard Entertainment. Giấy phép sở hữu được Cryptozoic Entertainment mua lại vào cuối tháng.
Ngày 23 tháng 8 năm 2013, Blizzard Entertainment thông báo sẽ không gia hạn giấy phép của trò chơi. Tháng 3 năm 2014, Blizzard phát hành trò chơi thẻ bài thu thập trực tuyến mới Hearthstone: Heroes of Warcraft thay thế cho WoW TCG.

## Chi tiết trò chơi
Mỗi người chơi sử dụng một thẻ anh hùng và một bộ bài bao gồm các đồng minh và các thẻ bài hỗ trợ khác, chẳng hạn như vũ khí, khả năng, áo giáp, vật phẩm và nhiệm vụ. Nhiều thẻ có biểu tượng đặc điểm, giới hạn những gì nhân vật anh hùng (hero) có thể đưa vào bộ bài của họ. Một số gói tăng cường cũng chứa các thẻ bài huyền thoại, hoặc thẻ loot (các phiên bản đặc biệt của thẻ bình thường) có chứa mã cào. Sau đó, mã này có thể được đổi trong trò chơi trực tuyến để lấy giải thưởng trong trò chơi. Phần thưởng bao gồm các thẻ bài đặc biệt, vật phẩm quảng cáo, vật nuôi không chiến đấu và thú cưỡi.
Trong quá trình chơi, người chơi bắt đầu với một anh hùng duy nhất. Một lần mỗi lượt, người chơi có thể chơi bất kỳ thẻ nào từ tay của họ. Trò chơi cho phép trả thêm thẻ để tăng sức mạnh của anh hùng, hoặc thêm thành viên bổ sung vào nhóm của mình. Sau khi được đặt lên bàn đấu, tất cả các thẻ bài (ngoại trừ năng lực - abilities) sẽ tồn tại cho đến khi bị phá hủy hoặc bị loại bỏ khỏi trò chơi. Tương tự trong các trò chơi như Magic: The Gathering, mục tiêu là giảm lượng máu còn lại của tướng đối phương xuống 0. Không giống như Magic, các cuộc tấn công chiến đấu luôn nhắm vào các anh hùng hoặc đồng minh riêng lẻ, thay vì chỉ đơn giản là tuyên bố tấn công với một số sinh vật. Hơn nữa, sát thương gây ra cho các nhân vật được tích lũy giữa các lượt, khiến việc chiến đấu trở nên tốn kém hơn cho cả kẻ tấn công và người phòng thủ.

### Các loại thẻ bài
Các loại thẻ sau đây được sử dụng trong trò chơi:
- Hero - Nhân vật mà người chơi đóng vai. Mỗi anh hùng có một lượng máu khởi đầu, liên kết phe phái, chủng tộc, phân loại, chuyên môn và nhiệm vụ riêng. Đặc điểm của anh hùng quyết định những lá bài khác có thể được đưa vào bộ bài (ví dụ: anh hùng Horde chỉ có thể có đồng minh Horde). Cuối cùng, mỗi anh hùng có một sức mạnh duy nhất có thể được sử dụng một lần trong mỗi trận đấu, sau đó thẻ anh hùng được úp xuống.
- Master Hero - Các thẻ Master Hero, khi được chơi, thay thế hero của người chơi bằng một thẻ bài mới. Anh hùng ban đầu bị xóa khỏi trò chơi và mọi thiệt hại, khả năng, trang bị, mã thông báo hoặc tệp đính kèm có trên anh hùng trước đó sẽ được đưa lên Master Hero. Các Master Hero, trừ khi được chỉ định khác, có thể sử dụng tất cả các trang bị và kỹ năng, nhưng các khả năng trên thẻ bài tìm kiếm loại cụ thể không thể được kích hoạt. Quyền hạn ban đầu của các anh hùng không được chuyển sang Master Hero.
- Ability - Các thẻ bài gây ra một số tác động ngay lập tức đến trò chơi. Ability có thể thuộc [Loại cơ bản], chỉ có thể chơi trong lượt của một người, hoặc có thể là [Tức thì], có thể chơi hầu như bất kỳ lúc nào.
- Ally - Các cá nhân và bạn đồng hành khác, những người hỗ trợ và chiến đấu thay mặt cho anh hùng chính. Hầu hết các đồng minh đều liên kết với Horde hoặc Alliance; các lá bài liên kết với phe chống lại anh hùng không được phép sử dụng trong bộ bài. Các đồng minh trung lập có thể được đưa vào trong bộ bài của một trong hai phe. Đồng minh có thể tấn công anh hùng hoặc đồng minh của đối phương, nhưng cũng có thể bị tấn công.
- Armor - Thẻ phòng thủ bảo vệ anh hùng khỏi bị sát thương. Bằng cách trả chi phí tài nguyên thích hợp, armor có thể được sử dụng hết mỗi lượt để giảm thiệt hại gây ra cho anh hùng của người chơi. Người chơi bị giới hạn số lượng các mảnh áo giáp khác nhau mà họ có thể trang bị trên bất kỳ "bộ phận cơ thể" nhất định nào (ví dụ: chỉ một mảnh giáp ngực tại một thời điểm).
- Weapon - Các thẻ bài tấn công có thể tăng cường khả năng cận chiến hoặc tầm xa của một anh hùng. Đối với thẻ áo giáp, người chơi bị giới hạn về số lượng vũ khí mà họ có thể trang bị cùng một lúc. Để sử dụng thẻ vũ khí nhằm tăng sức tấn công khi chiến đấu, người chơi phải trả một khoản chi phí tài nguyên (Strike Cost) đi kèm với vũ khí đó. Vũ khí có thể được sử dụng khi tấn công hoặc phòng thủ, nhưng thường chỉ có thể sử dụng một loại vũ khí trong mỗi trận chiến.
- Item - Trang bị mà anh hùng có thể mang ngoài vũ khí và áo giáp (ví dụ: nhẫn, lọ thuốc, đồ trang sức...).
- Quest - Thẻ đặc biệt hoạt động như thẻ tài nguyên nhưng có thêm khả năng đặc biệt. Các quest có thể được hoàn thành bằng cách đáp ứng một điều kiện được mô tả trên thẻ. Khi điều kiện này được hoàn thành, người chơi sẽ nhận một phần thưởng (ví dụ: rút thêm thẻ) và nhiệm vụ thường bị úp xuống.
- Location - Thẻ vị trí tương tự như thẻ nhiệm vụ, nhưng không được úp xuống để sử dụng khả năng của chúng. Chỉ có thể kiểm soát một vị trí tại một thời điểm, ngay cả khi các vị trí có tên khác nhau.
- Loot - Thẻ loot là phiên bản đặc biệt của thẻ có thể được sử dụng trong trò chơi (ví dụ như với vai trò đồng minh bình thường), nhưng cũng chứa mã cào. Mã này có thể được nhập vào trang web của trò chơi trực tuyến, trang web này sẽ cung cấp một vật phẩm (item) độc nhất trong trò chơi.

## Sản phẩm
21 bản mở rộng (và một phiên bản tái bản) đã được phát hành cho WoW TCG. Các thẻ bài thường được bán dưới dạng các gói tăng cường, chứa 15 thẻ ngẫu nhiên - 10 thẻ chung, 3 thẻ bỏ dấu, 1 thẻ hiếm hoặc sử thi, và 1 thẻ anh hùng hoặc thẻ chiến lợi phẩm. Các gói tăng cường cũng có một thẻ tích điểm UDE có thể đổi được trực tuyến. Bắt đầu với March of the Legion và kết thúc với Twilight of the Dragons, các gói tăng cường chứa 18 thẻ ngẫu nhiên. Màu sắc in trên thẻ cho biết độ hiếm của nó: màu trắng cho thẻ Thông thường (Common), màu xanh lá cây cho Không phổ biến (Uncommon), màu xanh lam cho Hiếm (Rare), màu tím cho Sử thi (Epic) và màu cam cho Huyền thoại (Legendary).

### Các bản đã phát hành
- Heroes of Azeroth (10/2006)
- Through the Dark Portal (04/2007)
- Fires of Outland (08/2007)
- March of the Legion (12/2007)
- Servants of the Betrayer (04/2008)
- The Hunt for Illidan (07/2008)
- Drums of War (11/2008)
- Blood of Gladiators (03/2009)
- Fields of Honor (06/2009)
- Scourgewar (11/2009)
- Wrathgate (05/2010)
- Archives (08/2010)
- Icecrown (09/2010)
- Worldbreaker (12/2010)
- War of the Elements (04/2011)
- Twilight of the Dragons (07/2011)
- Aftermath: Throne of the Tides (10/2011)
- Aftermath: Crown of the Heavens (02/2012)
- Aftermath: Tomb of the Forgotten (06/2012)
- Timewalkers: War of the Ancients (10/2012)
- Timewalkers: Betrayal of the Guardian (02/2013)
- Timewalkers: Reign of Fire (07/2013)

### Chế độ chơi Raid
Ngoài chế độ chơi tiêu chuẩn dành cho 2 người chơi, trò chơi còn có chế độ chơi Raid, được thiết kế đặc biệt để người chơi cùng hợp tác chống lại một số kẻ thù đặc biệt. Chế độ chơi kết hợp các yếu tố từ World of Warcraft (nhiệm vụ theo nhóm) và Dungeons & Dragons (Bậc thầy Raid). Một người chơi, Raid Master điều khiển tất cả quái vật và kẻ thù, trong khi 3-5 người chơi khác điều khiển các nhân vật tham gia cuộc đột kích.

### Chế độ chơi Dungeon
Tương tự như Raid Decks, Dungeon Decks là chế độ chơi với những cuộc đối đầu quy mô lớn - được thiết kế cho nhiều người chơi cùng chơi. Sự khác biệt chính so với Raid Deck là Dugeon Deck tự hoạt động mà không cần thêm một người chơi nào đóng vai trò Raid Master. Ngoài ra, chế độ Dungeon được thiết kế để chơi với các bộ bài bắt đầu cơ bản; người chơi sẽ có thể bổ sung các lá bài mới bằng cách tích lũy kinh nghiệm từ việc đánh bại các dungeon và lên cấp.

### Các bản mở rộng bổ sung
Định kỳ, các bản mở rộng được phát hành độc lập để đánh dấu các sự kiện hoặc ngày đặc biệt.

## Minh họa
Các nghệ sĩ tham gia vẽ minh họa cho các lá bài bao gồm Chris Rahn, Wayne Reynolds, Steve Prescott, Doug Alexander, Thomas M. Baxa, Julie Bell, Mauro Cascioli, Matt Dixon, Alex Horley, Todd McFarlane, Jeremy Mohler, Ariel Olivetti, Dan Scott, Ron Spencer, Greg Staples, Mike Sutfin, Glenn Rane, Samwise, Boris Vallejo và Paul Kidby.
Một số bản vẽ được thực hiện bởi Penny Arcade's Mike Krahulik ("Gabe"). Trong bản cập nhật ngày 26 tháng 5 năm 2006 của trang Penny Arcade, Krahulik đã tiết lộ bản vẽ của mình cho một lá bài dựa trên nhân vật Leeroy Jenkins.